# کریستین پروست
کریستین پروست (متولد 1953) یک مورخ فرانسوی ریاضیات و آشورشناس است که به دلیل تحقیقات خود در مورد ریاضیات بابلی معروف است. او یک محقق ارشد در تیم مشترک SPHERE CNRS و دانشگاه دیدرو پاریس است، جایی که او و آگاته کلر (که متون سانسکریت ریاضی را مطالعه می کند) از مدیران پروژه SAW (علوم ریاضی در جهان باستان) به سرپرستی کارینه شملا (یک متخصص در ریاضیات چین باستان) هستند.

## تحصیلات و حرفه
پروست پس از دو دهه فعالیت طولانی به عنوان معلم ریاضیات متوسطه، از جمله تجربیات ریاضیات خود در سال 1992، در دانشگاه پاریس دیدرو به تحصیل در رشته های معرفت شناسی و تاریخ علم مشغول شد و در سال 1999 موفق به اخذ مدرک دیپلم و در سال 2004 تحت نظارت کریستین هوزل موفق به اخذ مدرک دکترا شد. او در سال 2010 در پاریس دیدرو دوره تجهیزات پزشکی را به پایان رساند و در سال 2011 به عنوان مدیر تحقیق در آزمایشگاه SPHERE شد.
پروست در سال 2009 یکی از اعضای موسسه مطالعات پیشرفته در پرینستون بود، دانشمند بازدید کننده در موسسه مطالعه جهان باستان در دانشگاه نیویورک در سال 2010 و مقیم موسسه Méditerranéen de Recherches Avancées در مارسیله طی سالهای 2010–2011 بود.

## بورس تحصیلی
پروست در کار پایان نامه خود، دو مجموعه فراموش شده طولانی از الواح ریاضی بابل قدیم را ویرایش و تجزیه و تحلیل کرد که بخشی از مجموعه وسیعی از "آثار حفاری شده نیپور" توسط جان پونت پیترز، جان هنری هینز و هرمان هیلپرشت در اواخر دهه 1800 را تشکیل می دهد. این کار منجر به چاپ دو کتاب "لوحه های ریاضی نیپور" و "لوحه های ریاضی کلکسیون هیلپرشت" شد. نسخه اول نسخه ای از الواح است که در موزه مشرق زمین باستان در استانبول نگهداری می شود و بازسازی بهبود یافته برنامه درسی برای آموزش دبیرستان ریاضیات در نیپور بابل قدیم بوده، نسخه دوم از لوحه های موجود در مجموعه هیلپراخت در دانشگاه ینا هستند.
کارهای پروست ریزترین جزئیات را ممکن کرد. از جمله این بازسازی ها می توان به روند آموزش اولیه در نیپور بابل قدیم، برنامه درسی و جدول زمانی، تعامل آموزش به زبان سومری و ریاضیات (سومری برای سخنرانان آکدی زبان بابل قدیم یک زبان خارجی بود)، و تعامل بین محاسبه اندازه گیری و محاسبه انتزاعی با استفاده از حداقل ارزش مکانی اشاره نمود.
پروست نویسنده لوحه های ریاضی از نیپور (دی بوکارد ، 2007) و لوحه های ریاضی از مجموعه هیلپرشت است (هاراسوویتس، 2008).
وی سردبیر کتابهایی از جمله کتاب های ذکر شده در زیر می باشد:
- منابع علمی و زمینه های تدریس در طول تاریخ: مشکلات و چشم اندازها (با آلن برنارد، اسپرینگر، 2014)SPHERE CNRS
- سفرهای یک ریاضیدان: اتو نوگباور و تحولات مدرن علوم باستان (با الکساندر جونز و جان استیل، اسپرینگر، 2016) SPHERE CNRS
- دانش پژوهان و بورس تحصیلی در اوروک بابل اواخر (با جان استیل، اسپرینگر، 2019) SPHERE CNRS

## شناخت
پروست در سال 2011 برنده جایزه Paul Doistau-Émile Blutet de l'inacademique information شد که توسط آکادمی علوم فرانسه به رسمیت شناختن بدنه کار وی و به ویژه انتشار لوح های نیپور اعطا شد. وی در سال 2019 به عضو هیئت علمی آکادمی بین‌المللی تاریخ علم درآمد.